# استیپان آندریاشوویچ
استیپان آندریاشوویچ (انگلیسی: Stjepan Andrijašević؛ زادهٔ ۷ فوریهٔ ۱۹۶۷) بازیکن فوتبال اهل کرواسی است.
وی همچنین در تیم ملی فوتبال کرواسی بازی کرده‌است.